# Liste ehemaliger Mitglieder des Internationalen Sozialistischen Kampfbundes
Die Liste ehemaliger ISK-Mitglieder ist eine Ergänzung zum Artikel Internationaler Sozialistischer Kampfbund und stützt sich vor allem auf zwei Quellen: auf die vom Stadtarchiv Göttingen erstellten Dokumentationen über die Organisation des ISK, dessen politische Arbeit, den Widerstand und die in diese Prozesse involvierten Personen sowie auf die Biografien im Anhang des Buches Deutschland im ersten Nachkriegsjahr.:S. 561–641  Die darauf aufbauende Liste enthält neben den Namen der bekannteren ISK-Mitglieder auch die Namen von vielen weitgehend unbekannten Personen, von denen nicht wenige Verfolgungen und Verurteilungen während der NS-Herrschaft ausgesetzt waren.

## ISK-Mitglieder (Auswahl)
Eugen Albrecht (* in Hannover)
Irmgard Amelung (* 8. Oktober 1911 in Bremen)
Elfriede Arend (geborene Moller; * 28. Dezember 1904; † 3. November 1978) & Fritz Arend (* 6. November 1908 in Hannover; † 13. August 1985):S. 561
Curt Bär (* 1. Februar 1901 in Hamburg)
August Bartels (* 29. Januar 1896 in Bremke)
Richard Bauersachs (* 28. Januar 1895 in Sonneberg)
Hermann Beermann & Wilma Beermann:S. 564
Ewald Beilmann (* 23. November 1911 in Witten; † 20. Januar 1977):S. 564
Georg Beldner (* 7. Mai 1897):S. 148
Aenne Bennemann (1899–1998):S. 141
Franziska Bennemann & Otto Bennemann
Hanna Bertholet & René Bertholet (1907–1969)
Anna Beyer
Martha Beyer (*.27. Februar 1915 in Köln) & Rudolf Beyer (24. Dezember 1912 in Frankfurt):S. 565
Georg Bischoff
Erna Blencke
Alma Böhme (* 24. Dezember 1888 in Dransfeld)
Paul Bohnhardt (* 30. Oktober 1910)
Hermann Bramson (* 13. August 1900 in Köln; † 2. April 1981 in Köln):S. 567
Walter Brandt (* 1903 in Hamburg; † 1938 Selbstmord nach Verhaftung):S. 567
Heinrich Breves
Marta Damkowski
Alfred Dannenberg
Alexander Dehms
Klara Deppe (* 7. September 1893 in Harburg)
Hermann Dettmar (* 16. Oktober 1904 in Spanbeck)
Hans Dohrenbusch (* 9. August 1904 in Köln; † 20. März 1991 in Koln):S. 554
Else Dönch (* 1896; † 1992):Else Dönch
& Fritz Dönch:S. 572
Erna Düker (* 28. Februar 1901 in Berlin) & Heinrich Düker
Fritz Eberhard
Karl Eckerlin (* 1889 in Neuenburg am Rhein):S. 573
Grete Eichenberg (1893–1982):S. 554. Sie war verheiratet mit Max Mayr.
Walter Eichler (* 8. April 1915 München; † 10. Juli 2001 München)
Willi Eichler
Walter Fliess (1901–1985)
Wilheim Fuhrmann (* 25. Februar 1909 in Lippstadt):S. 578 f
Martha Friedländer
Gustav Funke (* 21. Dezember 1897 in Göttingen)
Ludwig Fürchtenicht (* 6. September 1873 in Adelebsen)
Ludwig Gehm
Wilhelm Gerlach (* 17. Juli1908):S. 555 & Maria Gerlach (geborene Paul; 14. August 1905 in Kassel; † Dez. 1986):S. 580
Emmi Gleimig (* 1908 in Hannover):S. 580
Paul Goosmann
Friedrich Grebe (* 18. September 1907 in Jena)
Karl Gries (KZ Dachau gestorben):S. 582
Fritz Grob  (* 28. Januar 1896; † um 1980):S. 582
Erich Hämmerling (* 8. Mai 1908 in Magdeburg)
Werner Hansen
Gustav Heckmann
Friedrich Henze (* 1. September 1882 in Hannover)
Grete Hermann
Heinz-Joachim Heydorn & Irmgard Heydorn
Maria Hodann
Marianne Höll  & Rudi Höll (* 21. März 1905; † 1938 in München in Gestapo-Haft).
Josef Houber (* 1908; † August 1985 in Briihl):S. 589
Grete Hiipeden (* 9. Mai l896; † 29. Dezember 1960) & Theodor Hiipeden (* 28. August l887 in Kassel; † 27. März 1959 in Kassel):S. 589 f
Erich Irmer:S. 555
Dora Jeremias (geborene Charmaz; * 20. März 1908)
Hellmut Kalbitzer (* 17. November 1913 in Hamburg) & Emmi Kalbitzer (* 17. Februar1912 in Obernkirchen):S. 556
Änne Kappius (* 4. Juni 1906 in Bochum;  † 25. oder 26. August 1956 in Domaso) & Josef Kappius:S. 556 f
Siegbert Katz (* 20. Juni 1899 in Samter (heute: Szamotuły); ermordet am 9. Dezember 1942 in Auschwitz)
Franziska Kessel
Wilhelm Kirstein:S. 557
Hermann Klinkenberg (* 1906 in Kiiln; † um 1980 in Frankfurt):S. 594
Maria Kneisel (* 29. April 1889 in Perleberg)
Friedrich Knigge (1918–1988)
Ludwig Koch
Gisela Konopka
Fritz Körber (* 7. Oktober 1897 in Elende; † 28. April 1965 in Göttingen)
Anna Kothe (* 26. Mai 1898 in Hemelingen; † 24. Oktober 1994 in Bonn):S. 595
Arthur Kronfeld war wohl kein direktes ISK-Mitglied, stand aber dem Verband und Leonard Nelson nahe.
Alfred Kubel
Hermann Küchemann (* 28. März 1886)
Rudolf Küchemann (14. Juli 1884 in Lödingsen; † 15. August 1950 in Göttingen)
Josef Kudmowsky (1886–1950):S. 597
Kurt Kulse (* 1. Mai 1912–1994) & Werner Kulse (* 1. Mai 1912)
Kurt-Fritz Kurth (1906–1991)
Hans Lehmann (1900–1991)
Hans Lehnert
Artur Levi
Erich Lewinski & Hertha Lewinski
Eva Lewinski (1910–1991) & Otto Pfister (* 1900 in München; † 1985)
Hans Lewinski (1911–1953):S. 599 f
Ludwig Linsert & Margot Linsert
Friedrich Lohff (* 2. Oktober 1907 in Keitum)
Fritz Lorenz (* 3. Oktober 1910)
Willi Macke (* 7. Dezember 1893 in Göttingen)
Franz Marx
Max Mayr. Er war verheiratet mit Grete Eichenberg.:S. 554
Hilde Meisel (* 31. Juli 1914 in Wien; † 17. April 1945 bei Feldkirch); angenommener Name Hilda Monte
Karl Melzer (* 18. Juli 1901 in Magdeburg) & Marta Melzer (geborene Braune; * 25. Oktober 1902 in Magdeburg)
Erna Meyer (geborene Lange; * 14. September 1912 in Hamburg-Altona) & Klaus Meyer (* 1913 in Mannheim):S. 558
Heinrich Meyer (* 1905; † 1990 in Neu-Isenburg):S. 602
Kurt Mietke
Susanne Miller
Amalie Morgenroth (* 19. Juni 1872; † Ende November 1930)
Erna Mros (*  25. Dezember 1906 in Hamburg; † 21. November 2001 in Sacramento) & Hans Kakies (* 1906 in Berlin)
Willi Ohlendorf (* 23. April 1901 in Braunschweig; † 26. November 1944 in Schutzhaft)
Heinrich Oberdiek
Mascha Oettli
Fritz Paul & Frieda Paul (1902–1989):S. 561
Walter Paweltzick (* 12. Oktober 1910)
Alfred Petzold (1899–1969)
Kurt Pfotenhauer (* 17. April 1906 in Weimar)
Julius Philippson
Hermann Platiel (1886–1980) & Nora Platiel
Julie Pohlmann (* 1886 in Hannover; † 14. Dezember 1959):S. 609 f
Hans Prawitt (* 1913 in Hamburg – ermordet 1944 im KZ Buchenwald)
Karl Probst (* 13. Juli 1876 in Angerstein) war wahrscheinlich kein ISK-Mitglied, wurde aber 1936 im gleichen Prozess wie August Bartels angeklagt, letztlich aber freigesprochen.
Karoline Querfurth (* 5. September 1895 in Hameln; † 5.8.1953 in Stuttgart)
Karl Rademacher Karl Rademacher, Kurt Regler und Fritz Stretefeld gehörten einer Neuköllner Widerstandsgruppe an.:S. 147
Kurt Regler:S. 611
Willy Rieloff
Mary Saran
Alexander Scaruppe (* 17. September 1908) & Otto Scaruppe (* 17. September 1908)
Paul Schalmey (* 5. April 1908; † 8. Oktober 1973):S. 616
Else Schaper (geborene Schlüter; * 24. Dezember 19l3; † 14. November 1980) & Willi Schaper (* 27. Mai 1909):S. 616
Heinz Scheer (* 21. Juni 1908 in Kriescht, heute Krzeszyce; † 26. Juli 2001 in Braunschweig)
Fritz Schmalz (* 14. Januar 1897 in Varel; † im Mai 1964 in Göttingen)
Friedrich Schmidt (1888–1966)
Richard Schmidt (1884–1966) & Anni Schmidt:S. 617
Oskar Schmitt (*  26. August 1911 in Hamburg; † 4. November 1972 in Göttingen)
Karl Schneider (* 2. Januar 1906; † 1989):S. 618
Rudolf Schönheit (* 12. Mai 1908 in Paulinzella)
Heinrich Schütz
Fritz Seidenstücker
Ingrid Sieder (* 26. Juni 1912; † 4. Juni 1965)
Erna Siem (* 18. November 1890 in Flensburg)
Minna Specht
Fritz Stretefeld
Herbert Theis
Frieda Timmermann
Berta Turnier:S. 624 & Hermann Turnier
Ernst Volkmann (1909–1987):S. 626
Gerhard Wagenhaus (* 16. Dezember 1913 in Jena)
Else Wagner (* 4. Juni 1913 in Saarbrücken; † 19. Januar 1997)
Karl Wagner (* 23. Januar 1902 in Göttingen; † nach 1986) und Dora Wagner (geborene Friedrich)
Wilhelm Wahle (* 25. März 1880 im Waake)
Adolf Waldmann (* 21. April 1900 in Bremen; 27. August 1944 nach seiner Zwangsrekrutierung bei einem Einsatz in Kroatien)
Nora Walter (1923–2001)
Hans Warninghof & Manda Warninghof
Willi Wamke (* 2. Oktober 1910 in Witzenhausen):S. 627
Heinrich Westernhagen (* 1. Mai 1901 in Göttingen)
Heinz Westphale:S. 628
Erich Wettig (* 1902):& sein Bruder Oskar Wettig (* 1898):S. 628
Adolf Wienecke:S. 143 ff.
Gerd Wienecke:S. 628
Elisabeth Zobel (* 8. Mai 1911 in Hamburg):S. 629